# Bassam Fayad
Bassam Fayad é um matemático francês, que trabalha no Institut de mathématiques de Jussieu – Paris Rive Gauche.
Obteve um doutorado em 2000 na École Polytechnique, orientado por Michael Herman, com a tese Reparametrage de flots irrationels sur le tore.
Foi palestrante convidado do Congresso Internacional de Matemáticos no Rio de Janeiro (2018, com Raphaël Krikorian: Some questions around quasi-periodic dynamics).